# Browar Kmicic
Browar Kmicic – browar w Częstochowie działający w latach 1840–2004. Zabytkowe zabudowania dawnego browaru położone są w centrum miasta, w sąsiedztwie katedry i stacji kolejowej.

## Historia
Browar powstał w 1840 roku, zbudował go niemiecki kolonista Lamprecht. W 1899 r. został zakupiony przez warszawskiego przemysłowca Karola Szwede, rozbudowano wówczas słodownię, rampę i antałkownię, a zatrudnienie wzrosło z 10 do 40 robotników. Produkcja wynosiła 20 000 hl rocznie. 25 maja 1920 r. Szwede przekształcił firmę w Spółkę Akcyjną Browaru w Częstochowie, firma zatrudniała ok. 700 robotników. Około 1930 r. budynki uzupełniono o wieżę ciśnień.
10 września 1939 r. browar przeszedł pod komisaryczny zarząd niemiecki, a w 1945 r. pod zarząd państwowy. Od tego czasu nosił nazwę Pod Zarządem Państwowym Spółka Akcyjna Browaru dawniej K.Szwede w Częstochowie, następnie Częstochowskie Zakłady Piwowarskie, a później Piwowarsko-Słodownicze Przedsiębiorstwo Państwowe w Częstochowie. Od 1950 r. dawna spółka została przekształcona w przedsiębiorstwo państwowe, które w kwietniu 1968 r. zlikwidowano, a zakład włączono w skład Zabrzańskich Zakładów Piwowarskich w Zabrzu. W latach 70. XX wieku na rynek wprowadzono piwo Kmicic, a w latach 90. Bohun. 
Po 1989 r. zabrzańskie przedsiębiorstwo zostało przekształcone w spółkę Skarbu Państwa Browary Górnośląskie w Zabrzu, od której powołana w lutym 1999 r. firma Browar Kmicic wynajęła browar. W kwietniu browar i firma Browar Kmicic zostały zakupione przez firmę LCC z Łodzi.

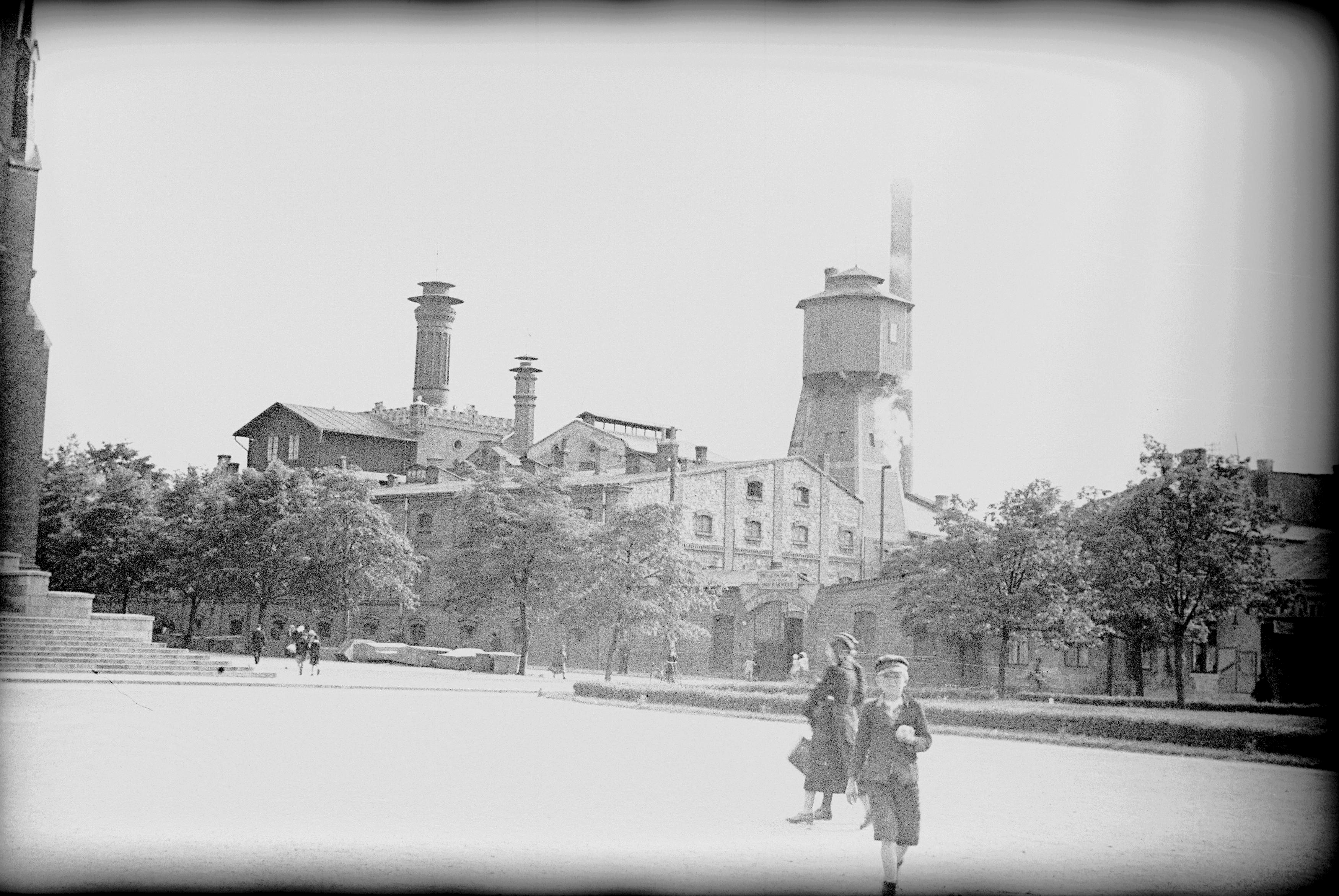
Browar w 1936 roku

Produkcję wstrzymano z końcem 2004 roku. W następnych latach planowano urządzić w browarze m.in. obiekty o funkcjach handlowo-rozrywkowych, strzeżone osiedle, hotel i centrum konferencyjne, ale sytuacja finansowa właściciela nie pozwoliła na realizację planów, w związku z czym zabytkowe zabudowania popadały w ruinę. W 2020 r. po raz kolejny ogłoszono plany budowy kompleksu mieszkaniowo-handlowego Stary Browar Plus, obejmującego również hotel i centrum konferencyjne, ale plany te ponownie nie zostały zrealizowane. W lutym 2023 r. Krajowa Administracja Skarbowa w Katowicach ogłosiła licytację komorniczą gruntu pod dawnym browarem.
W 2003 r. wpisano zabudowania browaru do rejestru zabytków. Po zakończeniu produkcji planowano w części zabudowań zorganizować Muzeum Techniki, Przemysłu i Rzemiosła Ziemi Częstochowskiej.
Browarowi poświęcona została monografia Dzieje Spółki Akcyjnej Browaru w Częstochowie (dawniej K. Szwede) prof. Dariusza Złotkowskiego.